# Complejo deportivo Urbieta
El Complejo Deportivo Urbieta es un complejo localizado en la localidad vizcaína de Guernica y Luno.  Consiste principalmente en dos estadios de fútbol, un estadio de rugby y un campo de fútbol sala. Sirve como localidad para la Sociedad Deportiva Gernika Club y el Gernika Rugby Taldea. 
En sus gradas se realizó la fotografía de la portada del disco Por la boca vive el pez, de Fito & Fitipaldis.